# Eudendrium minutum
Eudendrium minutum är en nässeldjursart som beskrevs av Watson 1985. Eudendrium minutum ingår i släktet Eudendrium och familjen Eudendriidae. Inga underarter finns listade i Catalogue of Life.